# Cathormion umbellatum
Cathormion umbellatum är en ärtväxtart som först beskrevs av Vahl, och fick sitt nu gällande namn av André Joseph Guillaume Henri Kostermans. Cathormion umbellatum ingår i släktet Cathormion och familjen ärtväxter.

## Underarter
Arten delas in i följande underarter:
- C. u. moniliforme
- C. u. umbellatum